# Salpingidae
Salpingides
Famille
Les Salpingidae (Salpingides) sont une famille de coléoptères de la super-famille des Tenebrionoidea.

## Liste des sous-familles et genres
Selon BioLib (14 juillet 2019) :
- sous-famille Aegialitinae LeConte, 1862
  - genre Aegialites Mannerheim, 1853
  - genre Antarcticodomus Brookes, 1951
- sous-famille Agleninae Horn, 1878
  - genre Aglenus Erichson, 1842
- sous-famille Dacoderinae LeConte, 1862
  - genre Dacoderus LeConte, 1858
  - genre Myrmecoderus Aalbu, Andrews & Pollock, 2005
  - genre Tretothorax Lea, 1911
- sous-famille Inopeplinae Grouvelle, 1908
  - genre Aciphus
  - genre Diagrypnodes Waterhouse, 1876
  - genre Eopeplus Kirejtshuk & Nel, 2009 †
  - genre Inopeplus Smith, 1851
  - genre Istrisia
  - genre Uruminopeplus
- sous-famille Othniinae LeConte, 1861
  - genre Elacatis Pascoe, 1860
- sous-famille Prostominiinae Grouvelle, 1914
  - genre Anepsicus Sharp, 1900
  - genre Eurycratus Scott, 1926
  - genre Holosternus Sharp, 1900
  - genre Ipsimorpha Reitter, 1873
  - genre Ocholissa Pascoe, 1863
  - genre Prostominia Reitter, 1889
  - genre Serrotibia Reitter, 1877
  - genre Szekessya Kaszab, 1955
  - genre Trogocryptoides Champion, 1924
  - genre Trogocryptus Sharp, 1900
- sous-famille Salpinginae Leach, 1815
  - tribu Lissodemini Seidlitz, 1917
    - genre Lissodema Curtis, 1833
    - genre Sphaeriestes Stephens, 1829

  - tribu Salpingini Leach, 1815
    - genre Colposis Mulsant, 1859
    - genre Rabocerus Mulsant, 1859
    - genre Salpingus Illiger, 1801
    - genre Vincenzellus Reitter, 1911

  - genre Neosalpingus Blackburn, 1891
  - genre Notosalpingus Blackburn, 1891
  - genre Orphanotrophium Spilman, 1954
  - genre Platysalpingus Blair, 1919